# ハナニラ
ハナニラ（花韮、学名：Ipheion uniflorum）はヒガンバナ科ネギ亜科ハナニラ属に属する多年草。原産地はアルゼンチン。科名は新エングラー体系ではユリ科に分類されていた。

## 特徴
日本では、明治時代に園芸植物（観賞用）として導入され、逸出し帰化している。イフェイオン属は南アメリカに約25種が分布する球根植物で、最もよく目にするのは、このユニフロルム（Ipheion uniflorum）である。
球根植物であるが、繁殖が旺盛で植えたままでも広がる。鱗茎から10-25cmのニラに似た葉を数枚出し、さらに数本の花茎を出す。開花期は春で、花径約3cmの白から淡紫色の6弁の花を花茎の頂上に1つ付ける。地上部が見られるのは開花期を含め春だけである。花色は青藤色からピンク、白で、星形の花を咲かせる。
葉にはニラやネギのような匂いがあり、このことからハナニラの名がある。
なお、野菜のニラ（学名：Allium tuberosum）の一種に花茎とその先につく蕾の部分を食用とする「花ニラ（ハナニラ）」があるが、それと同じく亜科に属するものの別種にして園芸植物の本種は、誤って口にすると激しい下痢を引き起こすほどの有毒であるため、食用にはできない。園芸品種のハナニラには先端に花が1つしか咲かないため、区別できる。

## 栽培
非常に丈夫で手間いらずな植物であるため、道端や花壇に植えっぱなしにしておいても増える。近年は早春から黄色い花を咲かせる近縁の黄花ハナニラ（Nothoscordum sellowianum）や、晩秋から初冬に白い花を咲かせるパルビフローラ（I.parviflora /Tristagma recurvifolium）などの入手も容易になり、開花期の異なる種の組合わせが可能となり、長期間楽しめるようになった。秋に球根で入手するか、ポリポットに植えられた苗でも流通している。。園芸店では属名カナ表記のイフェイオンもしくは属名英読みカナ表記のアイフェイオンの名称で流通することが多い。